# Ficus chrysochaete
Ficus chrysochaete är en mullbärsväxtart som beskrevs av Edred John Henry Corner. Ficus chrysochaete ingår i släktet fikonsläktet, och familjen mullbärsväxter. Inga underarter finns listade i Catalogue of Life.